# توم كاهيل (لاعب كرة قدم)
توم كاهيل (بالإنجليزية: Tom Cahill)‏ هو مدرب كرة قدم ولاعب كرة قدم بريطاني في مركز ظهير ‏، ولد في 4 يونيو 1931 في غلاسكو في المملكة المتحدة، وتوفي في 27 يناير 2003 في إسبانيا. لعب مع نادي بارو ونيوكاسل يونايتد.